# Вексельбергер, Хельмут
Хельмут Вексельбергер (нем. Helmut Wechselberger; род. 12 февраля 1953, Йерценс, Тироль) — австрийский шоссейный велогонщик, выступавший на международном уровне в 1980-х годах. Бронзовый призёр чемпионата мира, чемпион Австрии, победитель и призёр многих крупных гонок на шоссе, как то «Тур Австрии», «Тур Швейцарии», «Тур Рейнланд-Пфальца» и др. Представитель Австрии на летних Олимпийских играх в Лос-Анджелесе.

## Биография
Хельмут Вексельбергер родился 12 февраля 1953 года в коммуне Йерценс федеральной земли Тироль, Австрия.
Первых серьёзных успехов в велоспорте добился в сезоне 1980 года, когда стал вторым на «Гран-при Вильгельма Телля» и третьим на чемпионате Австрии в групповой гонке, а также занял 19-е место в генеральной классификации «Тура Польши».
В 1981 году показал второй результат на «Неделе Ломбардии», выиграл гонку Ernst-Sachs-Gedächtnis-Rennen.
В 1982 году был лучшим на «Туре Рейнланд-Пфальца», выиграл один из этапов и генеральную классификацию «Тура Австрии», победил в гонке «Вена — Рабенштайн — Грестен — Вена», взял верх над всеми соперниками в индивидуальной гонке с раздельным стартом в рамках «Гран-при Вильгельма Телля». Отметился выступлением на «Гран-при Наций» во Франции, где пришёл в финишу седьмым.
В 1983 году добавил в послужной список победы на двух этапах «Тура Австрии», разместившись в итоговом общем зачёте на второй позиции. Успешно выступил на «Джиро делле Реджони», где стал лучшим в генеральной классификации и выиграл один из этапов. Кроме того, победил на двух этапах гонки Internationale Niedersachsen-Rundfahrt.
В 1984 году одержал победу на чемпионате Австрии, финишировал восьмым на «Гран-при Наций». Благодаря череде удачных выступлений вошёл в основной состав австрийской национальной сборной и удостоился права защищать честь страны на летних Олимпийских играх в Лос-Анджелесе — в групповой гонке стал 15-м, тогда как в командной гонке с раздельным стартом расположился в итоговом протоколе на 11-й строке.
В 1985 году вновь выиграл один из этапов «Тура Австрии», был вторым на «Туре Рейнланд-Пфальца» и одиннадцатым на «Гран-при Наций».
На «Туре Австрии» 1986 года победил в индивидуальной гонке на время и стал лучшим в генеральной классификации.
В 1987 году Вексельбергер подписал контракт с итальянской командой Paini-Bottecchia-Sidi и в этом сезоне дебютировал на профессиональном уровне. Так, он отметился победами в гонках «Флоренция — Пистоя», «Трофео Альчиде Де Гаспери», «Кур — Ароза», Internationale Niedersachsen-Rundfahrt. Стал вторым на «Туре Австрии» и на чемпионате Австрии, завоевал бронзовую медаль в командной дисциплине на домашнем шоссейном чемпионате мира в Филлахе. Среди прочих значимых результатов этого сезона — 22-е место на «Джиро дель Эмилия» и 19-е место на «Джиро ди Ломбардия».
В 1988 году в составе Malvor-Bottecchia-Sidi Вексельбергер выиграл генеральную классификацию «Тура Швейцарии», став лучшим также на двух отдельных этапах, финишировал третьим на «Джиро дель Трентино», четвёртым на «Джиро ди Тоскана». В первый и единственный раз в карьере принял участие в супермногодневке «Джиро д’Италия», где показал третий результат в зачёте молодых гонщиков и занял 23-е место в генеральной классификации. Помимо этого, стартовал в монументальной классической гонке «Милан — Сан-Ремо» и в групповой гонке на мировом первенстве в Ронсе.
Сезон 1989 года провёл в испанской команде Caja Rural. С ней стартовал на «Вуэльте Испании» и «Тур де Франс», заняв в генеральных классификациях 37-е и 42-е места соответственно. Принял участие в таких престижных гонках как «Милан — Сан-Ремо», «Тур Страны Басков», «Флеш Валонь», «Льеж — Бастонь — Льеж», «Тур Швейцарии», «Классика Сан-Себастьяна», «Джиро ди Ломбардия». Представлял Австрию в групповой гонке профессионалов на чемпионате мира в Шамбери, но в итоге сошёл здесь с дистанции. По окончании этого сезона принял решение завершить спортивную карьеру.